# Morcín
Morcín – gmina w Hiszpanii, w prowincji Asturia, w Asturii, o powierzchni 50,05 km². W 2011 roku gmina liczyła 2866 mieszkańców.